# Sorocea klotzschiana
Sorocea klotzschiana är en mullbärsväxtart som beskrevs av Henri Ernest Baillon. Sorocea klotzschiana ingår i släktet Sorocea och familjen mullbärsväxter. Inga underarter finns listade i Catalogue of Life.